# Histoire de la Belgique pendant la Seconde Guerre mondiale
L'histoire de la Belgique pendant la Seconde Guerre mondiale est la période de l'histoire de la Belgique se déroulant entre l'invasion de la Belgique en mai 1940 et sa libération entre fin 1944 et début 1945.
Bien qu'étant neutre au début de la Seconde Guerre mondiale, la Belgique et ses possessions coloniales furent plongées dans la guerre dès l'invasion de son territoire par les troupes allemandes, le 10 mai 1940.
L'invasion débute par l'attaque et la prise du fort d'Ében-Émael qui est à l'origine de la campagne des 18 jours. Les forces armées belges sont rapidement repoussées pour ne plus occuper qu'une petite portion de son territoire au Nord-Ouest. En qualité de chef des armées, le roi Léopold III annonce, sans consulter le gouvernement, la capitulation de la Belgique le 28 mai 1940. Ceci est à l'origine d'une crise politique majeure dans l'immédiat après-guerre. La Belgique est désormais occupée. Malgré la capitulation, de nombreux Belges parvinrent cependant à rallier la Grande-Bretagne. Ils installèrent à Londres un gouvernement belge en exil et reconstituèrent les Forces belges libres aux côtés des Alliés.
Le Congo belge, resté loyal envers le gouvernement en exil, contribua de manière significative, et en hommes et en ressources, à l'effort de guerre allié. De nombreux Belges s'impliquèrent dans des mouvements de résistance armée ou de résistance passive à l'occupant, d'autres se compromirent dans la collaboration. Des mouvements, issus de l'extrême droite belge, permirent ainsi la constitution de deux divisions de la Waffen-SS (une en Flandre, une en Wallonie). Enfin, si certains tentèrent de venir en aide aux populations juives résidant sur le territoire belge, d'autres facilitèrent la Shoah ou dénoncèrent des Juifs dont 25 000 ne revinrent jamais des camps.
La plupart du pays fut libérée lors de l'avance des troupes alliées en septembre et octobre 1944. L'extrémité Est ne l'est cependant qu'au début de 1945. La Belgique ayant été à nouveau envahie durant l'offensive von Rundstedt en décembre 1944. Au total, environ 88 000 Belges moururent durant le conflit. Ce chiffre représente 1,05 % de la population totale d'avant-guerre.

## Contexte
Durant les années 1930, la Belgique était toujours convalescente à la suite des destructions qu'elle avait subies durant la Première Guerre mondiale. À cette époque, la Belgique connaît un taux de chômage élevé après la Grande Dépression de 1929. En 1932, 23,5 % de sa population en âge d'être active se retrouve sans emploi. En raison de politiques inspirées du New Deal telles que le plan de Man (1933), ce taux fut ramené à 15 % (1937).
Les années 1930 connurent également une montée de partis autoritaristes et fascistes tant en Wallonie qu'en Flandre. Lors des élections législatives de 1936, l'un d'entre eux, le mouvement Rex, francophone, atteint 11,6 % des voix. Lors des élections de 1939, cependant, la plupart de ces partis d'extrême-droite perdent une bonne partie de leurs sièges qu'ils occupaient précédemment ce qui semblait augurer du retour à une stabilité politique en Belgique.

### Neutralité

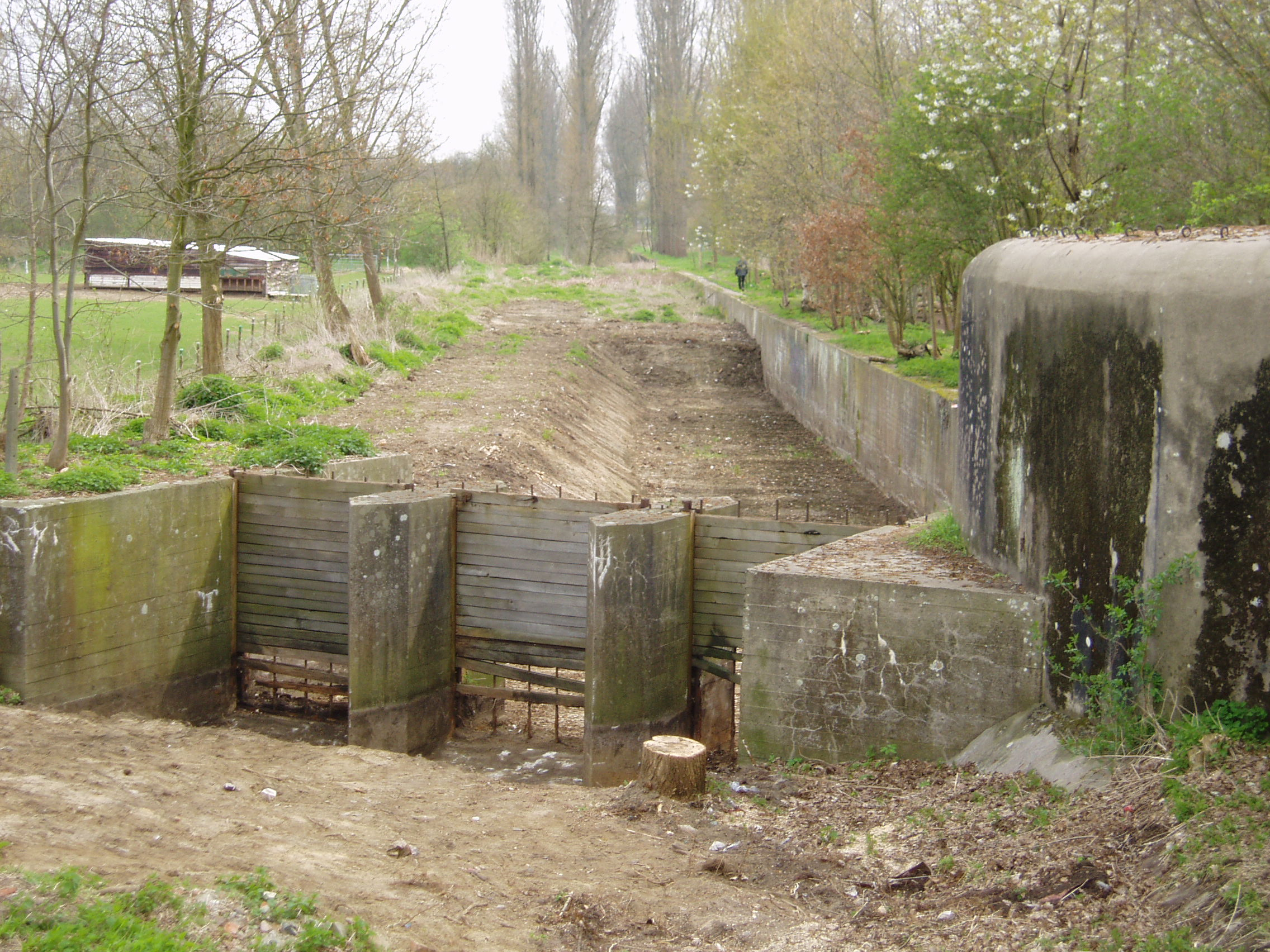
Bunkers et défenses antichar de la ligne KW sur la Dyle construits fin 1939.

La Belgique ayant enduré d'importants dommages durant la Première Guerre mondiale, elle éprouvait une forte appréhension à l'idée de se voir une nouvelle fois enlisée dans un conflit européen. En octobre 1936, le Roi Léopold III réaffirme que la Belgique resterait neutre si une nouvelle guerre secouait l'Europe. Pour parvenir à cette fin, le gouvernement belge tenta un pas de retrait quant à différentes alliances. La Belgique quitta ainsi le traité de Locarno, dénonça les accords pris dans le cadre de l'accord militaire franco-belge de 1920 et obtint de l'Allemagne nazie une réaffirmation de cette neutralité en 1937. 

« Le gouvernement allemand considère que l'inviolabilité et l'intégrité du territoire belge constitue un intérêt commun pour les puissances occidentales. Il confirme sa détermination à ne jamais, et dans aucune circonstance, porter atteinte à cette inviolabilité, cette intégrité (13 octobre 1937). »

 Durant cette période, l'armée belge fut totalement réorganisée pour ne plus constituer qu'une armée de défense et des travaux de modernisation et de fortification furent entrepris, particulièrement en Province de Liège à la frontière avec l'Allemagne.
Lors de la déclaration de guerre de la Grande-Bretagne et de la France à l'Allemagne en septembre 1939, le gouvernement belge lance, dans l'urgence, un programme de réarmement augmentant les structures défensives en créant, notamment, la ligne KW reliant la ligne de défense d'Anvers au sud, le long de la Dyle, juste à l'arrière de la position fortifiée de Liège.

## La campagne des18 jours

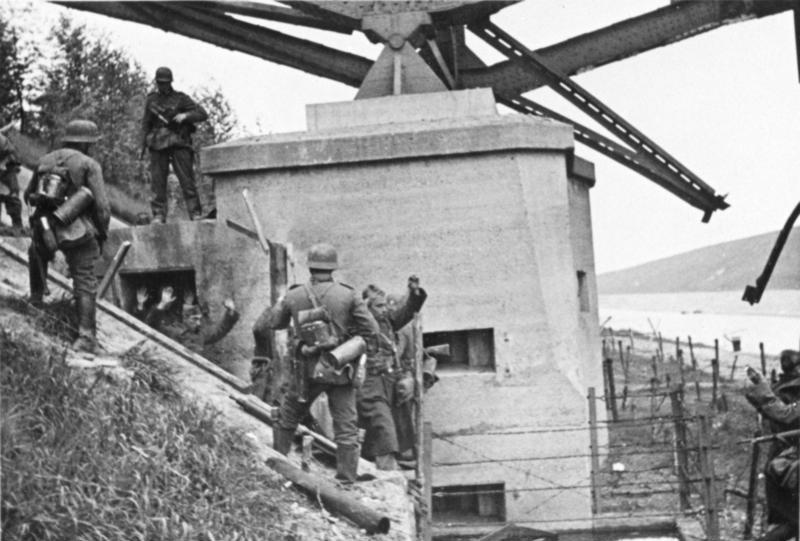
Soldats belges se rendant à des parachutistes allemands après l'attaque du fort d'Eben-Emael, le 11 mai 1940.

Lors de l'invasion de la Pologne en septembre 1939 et malgré sa politique de neutralité, le gouvernement belge lança une mobilisation générale. En 1940, l'armée belge comptait, selon les sources entre six-cents et six-cent cinquante mille hommes soit près de 20 % de la population masculine de Belgique ce qui en faisait une armée quatre fois supérieure en nombre à celle du Corps expéditionnaire britannique dépêché en Belgique et deux fois supérieure aux Forces armées néerlandaises à cette époque.
L'invasion de la Belgique du 10 mai 1940, s'inscrit dans le cadre plus général du plan Jaune (fall gelb) allemand et est à l'origine de la bataille de France, de la bataille des Pays-Bas et de l'invasion du Luxembourg. Les fortifications belges du canal Albert, parmi les plus modernes en Europe, s'avérèrent inutiles. Le fort d'Eben-Emael, tenu par 1200 Belges retranchés, tomba en quelques heures, pris d'assaut par 500 Fallschirmjägers dont les planeurs s'étaient posés sur le fort même, de quoi faire percevoir aux alliés ce que signifiait le terme Blitzkrieg.
La plupart des Hawker Hurricanes de la base aérienne de Schaffen furent ainsi détruits au sol par la Luftwaffe, le 10 mai 1940.

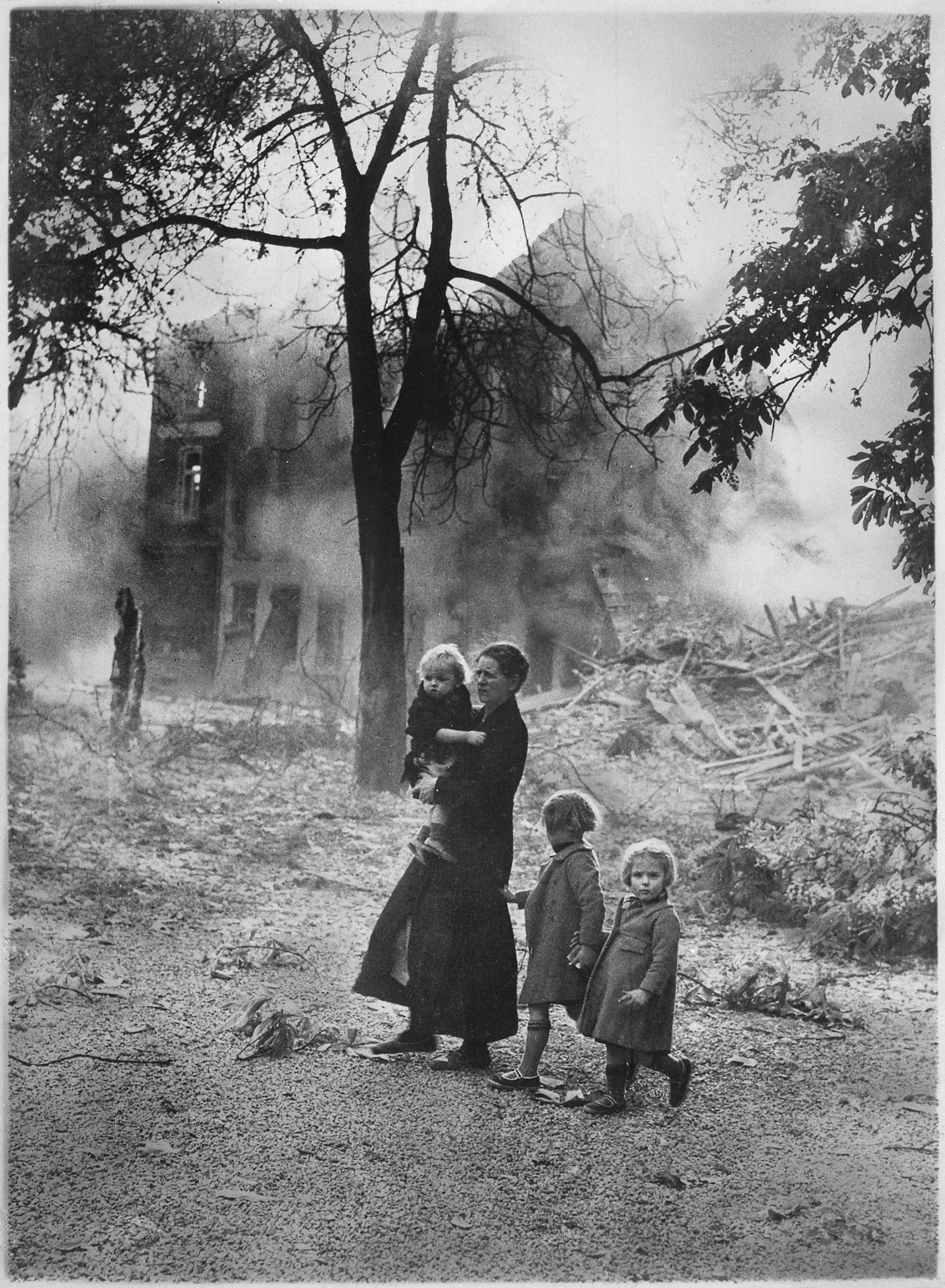
Réfugiés belges en 1940.

Lors de la percée allemande de Sedan au travers des Ardennes belges réputées infranchissables, les défenseurs de la ligne KW furent débordés et durent se retirer le 16 mai. L'avancée des troupes allemandes causa un mouvement de panique dans la population belge. Dès le 11 mai, les routes menant à l'Ouest et permettant de fuir l'avance ennemie sont prises d'assaut par la population entravant les mouvements de troupes alliées se dirigeant au Nord et à l'Est. On estime à environ deux millions la population de civils belges à avoir opté pour l'exode (les histoires les plus affreuses circulaient à propos du comportement des nazis).
La politique de neutralité de la Belgique avait laissé la Belgique avec une armée obsolète, démodée et une aviation sous-équipée. La Belgique ne possédait que 16 chars d'assaut et deux divisions de cavalerie qui, pour des raisons politiques, étaient considérées comme trop agressives pour une armée neutre. Son armée de l'air, réorganisée dans l'urgence en Défense aéronautique du territoire ou DAT en mai 1940 ne put sauver que 180 appareils de ses 234 avions en ordre de marche avant l'invasion.
Les militaires résistèrent aux troupes allemandes déferlant sur le territoire durant 18 jours. Le 28 mai 1940, l'armée se retrouve confinée dans une petite poche cernée par la Lys. Après avoir tenté de négocier un cessez-le-feu le 27, le roi des Belges, en sa qualité de commandant en chef des armées, capitule sans condition. La campagne des 18 jours a fait 6 000 victimes militaires et 15 850 blessés, Quelque 112 500 soldats français et belges parvinrent à rallier l'Angleterre via Dunkerque. Mais la plupart des survivants furent envoyés en captivité en Allemagne, beaucoup de ces prisonniers de guerre ne revinrent que cinq années plus tard.
Après la reddition de l'armée belge, le gouvernement belge prit également le chemin de la France à Paris puis Bordeaux où il constitua un gouvernement belge en exil sous la houlette d'Hubert Pierlot. Après l'armistice signé par le gouvernement Pétain, le gouvernement belge part s'établir à Eaton Square, à Londres.

### Reddition de Léopold III

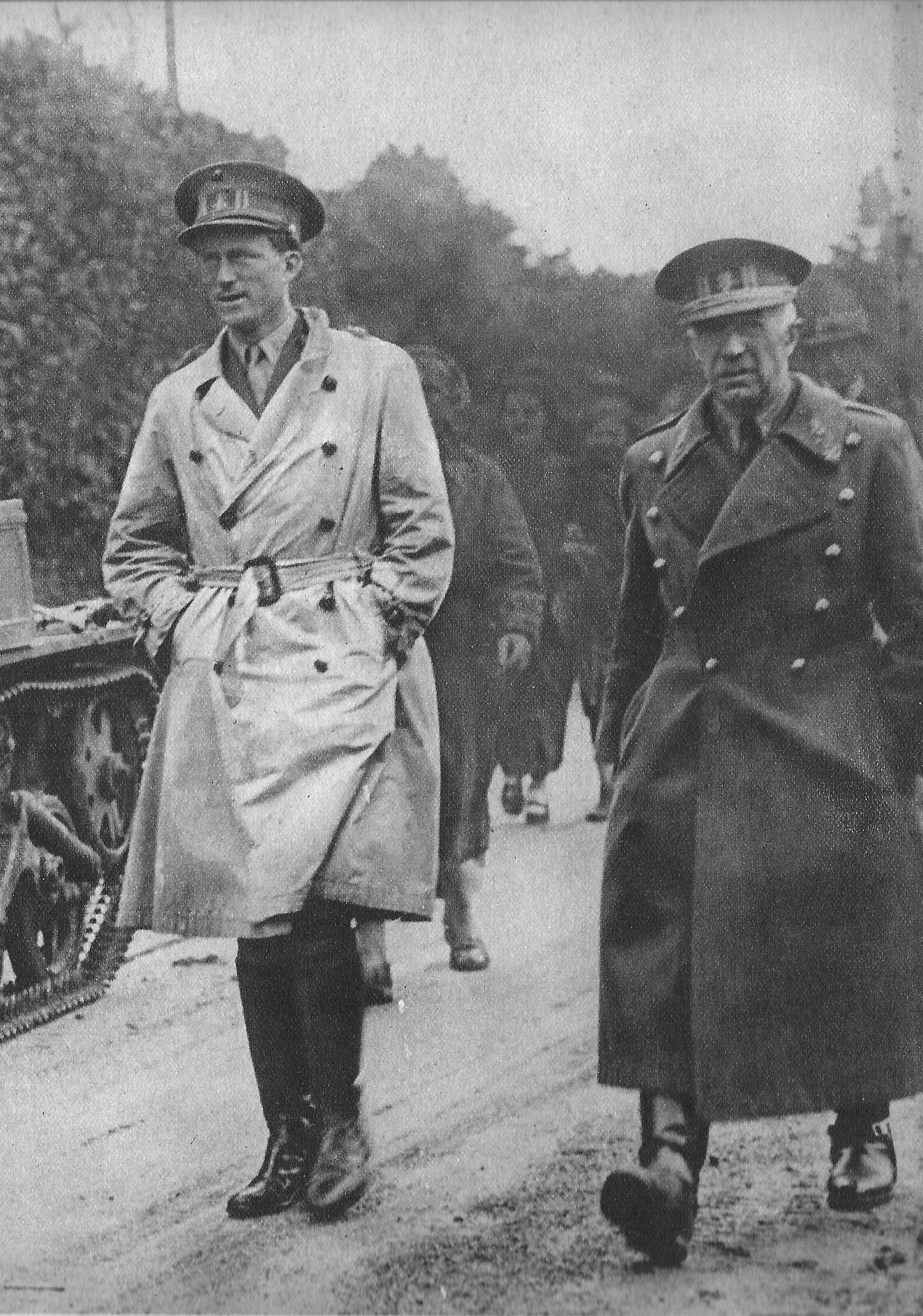
Léopold III, roi des Belges, passe en revue une colonne de chars d'assaut, avec celui qui devient le ministre belge de la Guerre, le général Denis, à sa gauche.

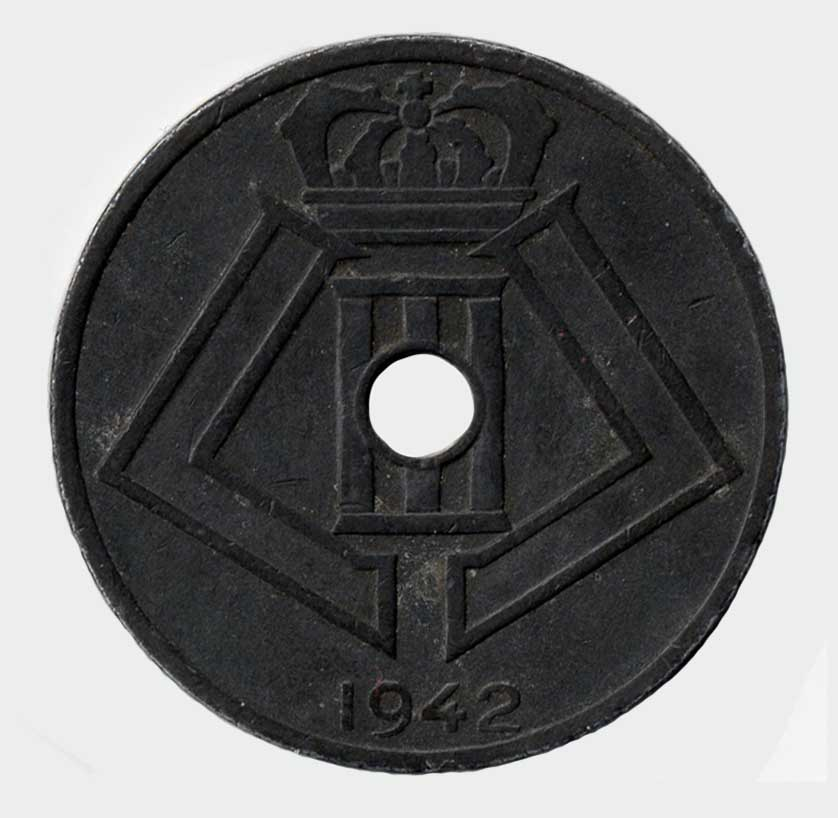
Une pièce de monnaie belge de 25 centimes frappée durant la guerre et reprenant le monogramme de Léopold III de Belgique

Léopold III, le roi des Belges et le commandant en chef de l'armée, se rend personnellement aux forces allemandes le 28 mai 1940, et contrairement à l'avis émis par le gouvernement Pierlot, convaincu du fait que la cause alliée est perdue. Cette décision fut critiquée de manière cinglante par le premier ministre français, Paul Reynaud et par Hubert Pierlot lors d'une émission radiodiffusée le 28 mai 1940 où il déclara que la déclaration de Léopold était « un événement sans précédent dans l'histoire. »
Le roi resta en Belgique durant la guerre en tant que prisonnier des Allemands tandis que le gouvernement s'exilait et continua de soutenir l'action militaire des alliés. À l'inverse, des Pays-Bas ou du Luxembourg où la monarchie fut réprimée ou regagna son gouvernement en exil, Léopold III resta en place, battit monnaie de son monogramme, durant toute l'occupation. Jamais cependant, il ne fut la cible de la résistance, cet état de fait expliqué par le slogan : « La Belgique est captive ! Longue vie à la Belgique ! Le roi est captif ! Longue vie au roi ! »
Tandis qu'il était retenu captif, il adressa un courrier à Adolf Hitler en 1942 par lequel on le dit avoir épargné à 500 000 femmes et enfants belges la déportation dans des usines d'armement en Allemagne. En novembre 1940, Léopold III rendit visite à Hitler au Berghof à Berchtesgaden où il intercéda pour la libération des prisonniers de guerre belges.
Après guerre, l'allégation selon laquelle la reddition de Léopold III fut un acte de collaboration déclencha une crise politique en Belgique connue sous le nom de la Question royale qui devait déterminer s'il pouvait reprendre place sur le trône, ce qui finalement conduisit à son abdication en 1951.

## Occupation allemande

### La vie en Belgique durant l'occupation

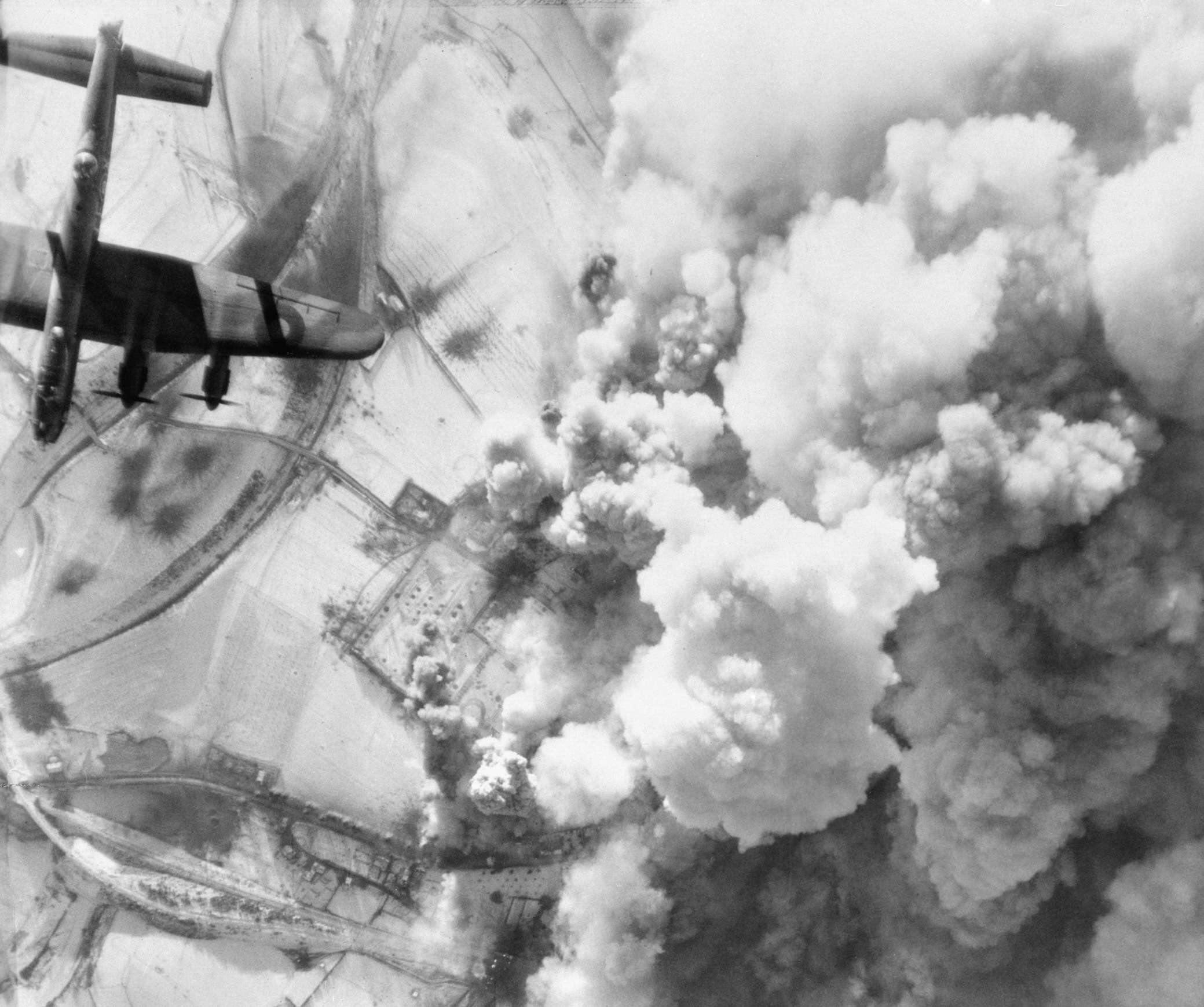
Les bombardiers Lancaster de la RAF bombardant la ville de Saint-Vith dans les Ardennes belges en 1944.

La Belgique était placée sous une administration militaire (Militärverwaltung) placée sous le commandement d'Alexander von Falkenhausen et d'Eggert Reeder jusqu'en juillet 1944. Remplacés par la suite par le commissaire du Reich, Josef Grohé, jusqu'à la libération. Le Troisième Reich préleva le coût de l'occupation militaire auprès des Belges au travers de taxes tout en demandant également des contributions aux coûts engendrés par l'occupation extérieure (les taxes anti-bolcheviques). Au total, la Belgique fut forcée de verser près de la moitié de sa richesse intérieure pour subvenir à ces charges, soit un montant équivalent à 5,7 milliards de reichsmarks.
Comme partout en Europe, la nourriture, le fioul, les vêtements étaient strictement rationnés par les autorités allemandes. Malgré ce rationnement draconien, la nourriture et les fournitures de première nécessité dont la population aurait dû pouvoir bénéficier vinrent parfois à manquer. En marge de ceci existait un réseau de marché noir qui suppléait par de la nourriture vendue à prix d'or auprès de ceux qui pouvaient se le permettre.
L'information et la presse étaient strictement contrôlées par l'occupant et la divulgation des nouvelles soumise à la censure. La vente de journaux collaborationnistes comme Le Soir et de journaux de partis pro-collaborationnistes comme Le Pays réel resta cependant élevée. Un nombre important de journaux clandestins circulaient également dont La Libre Belgique qui atteignit un tirage de 30 000 exemplaires.

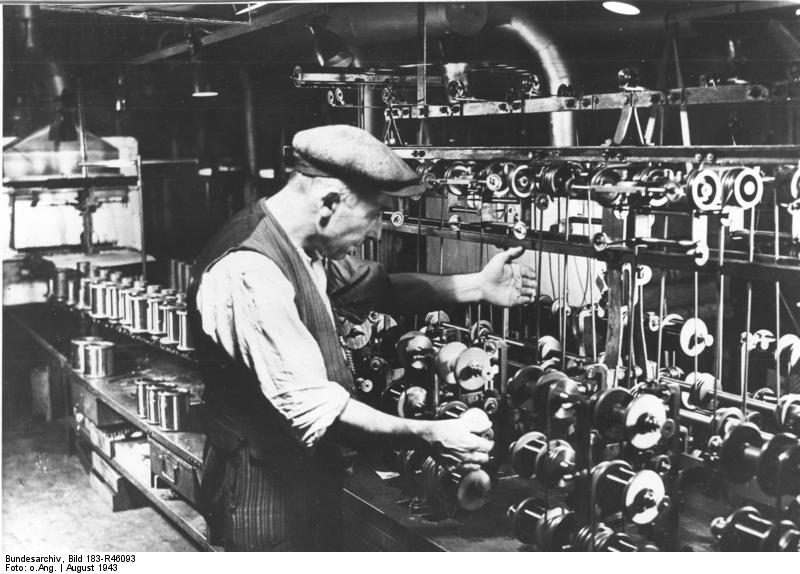
Un Belge déporté par le Service du travail obligatoire travaillant pour l'usine Siemens à Berlin en août 1943.

Le Territoire fut également la cible des bombardements stratégiques alliés de la Royal Air Force et de la United States Army Air Forces. Cette politique fit de nombreuses victimes parmi la population civile. Lors d'un bombardement de l'usine Minerva dans la ville belge de Mortsel près d'Anvers en avril 1943, seules deux bombes larguées par un Boeing B-17 par la 8th Air Force atteignirent leur cible. Le reste des 24 tonnes écrasa le village tout proche tuant 936 civils et blessant plus de 1600 d'entre eux en huit minutes. Ces missions alliées furent sévèrement critiquées par de nombreux Belges en vue comme le cardinal Joseph-Ernest Van Roey.
Environ 375 000 Belges furent également déportés dans le cadre du Service du travail obligatoire pour servir de main d’œuvre dans l'industrie ou l'agriculture allemandes pour l'aider dans son effort de guerre. Bien que 180 000 s’enrôlèrent spontanément avant que les déportations ne débutent en 1941, la plupart furent déportés après cette date et durent se soumettre aux travaux forcés sous l'occupation allemande.
200 000 prisonniers de guerre belges, capturés en 1940, furent également détenus en Allemagne. La plupart furent contraints aux travaux forcés. seuls 80 000 d'entre eux, en toute grande majorité des Flamands (en raison de la Flamenpolitik), purent regagner la Belgique entre 1940 et 1941. La majorité resta cependant captive et détenue dans de sévères conditions. Deux mille d'entre eux ne revinrent pas.

### Collaboration

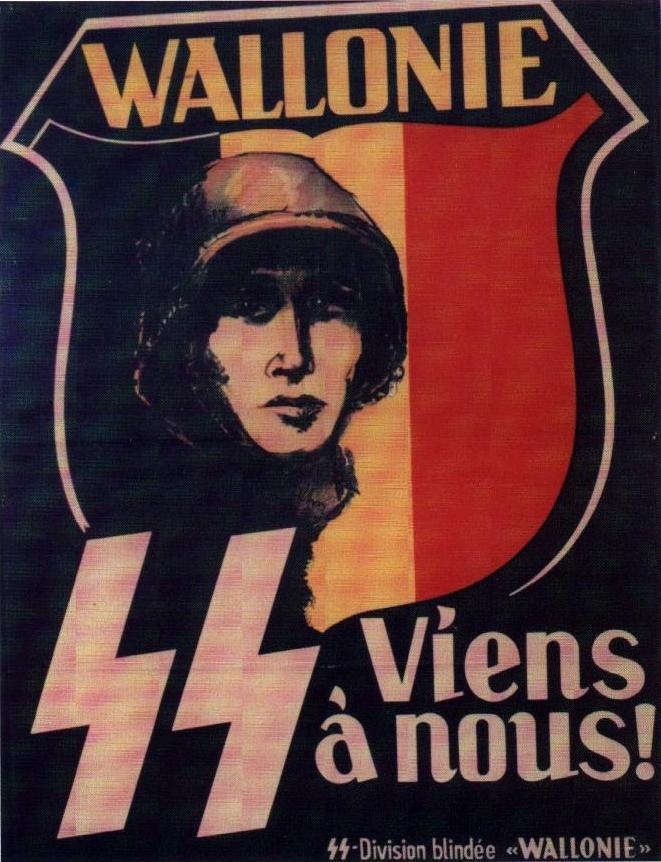
Affiche de recrutement de la division SS Wallonie reprenant le slogan : « Viens à nous ! ».

La collaboration est un terme juridique défini par la loi. Elle distingue la collaboration militaire, la collaboration économique, la collaboration politique et intellectuelle et les dénonciateurs.
À différents niveaux d'implication, des administrations, des forces de l'ordre, des partis politiques, des organismes, des entreprises et des individus se sont compromis dans une collaboration avec l'ennemi. Tant au Nord, avec des partis extrémistes tels que DeVlag, Verdinaso, le VNV, ou au sud avec le mouvement catholique Rex, d'importantes factions de la population belge se fédéraient autour de ces partis et de leurs programmes politiques pro-Nazis. Bien qu'étant tous collaborationnistes, leur idéologie apportait assez de divergences pour qu'ils ne puissent être d'accord entre eux. Ils disposaient de milices paramilitaires et imprimaient des journaux de propagande. Prosélytes, ils encourageaient la population belge à s’enrôler dans l'armée allemande qui a dans ses rangs deux divisions SS, l'une flamande, la 27e SS-Freiwilligen-Grenadier-Division Langemarck, et l'autre francophone, la 28e SS-Freiwilligen-Grenadier-Division Wallonie.
Alors que le gouvernement belge d'Hubert Pierlot était parti en exil à Londres, des consignes ont été données par le Comité des secrétaires-généraux des administrations belges afin de ne pas s'empêtrer dans une collaboration, une attitude dictée par l'expérience de la Première Guerre mondiale notamment en France et qui déboucha sur une politique du moindre mal.
Cependant, début 2007, le rapport du CEGES (Centre d'études guerre et société), établi après plus de deux ans de recherches, à la demande du gouvernement belge, questionne l’impuissance des autorités belges face à la spoliation et la déportation des juifs en Belgique. Sous le titre de La Belgique docile : les autorités belges et la persécution des juifs en Belgique pendant la Seconde Guerre mondiale, cette étude de plus de mille pages démontre qu’une partie importante des autorités et administrations belges ont collaboré activement à l’identification et à la persécution des juifs belges et étrangers. Cette attitude peut être mise sur le compte de la peur, les récalcitrants étant arrêtés comme otages. En effet, une ordonnance allemande du 2 décembre 1941 crée l'Association des Juifs en Belgique (AJB) dont la tâche était notamment de recenser l'ensemble des Juifs présents sur le territoire belge. Ces faits, longtemps méconnus, n’ont encore fait l’objet d’aucune reconnaissance officielle, mais n'ont jamais été couverts par le gouvernement belge légal en exil à Londres, seul autorisé par le droit national et international à représenter l'État belge. Une proposition de résolution déposée au Sénat, vise à éclaircir ce point. La question est que les autorités belges, notamment les fonctionnaires, avaient été dotées par le gouvernement belge d'un pouvoir de gestion limité aux affaires courantes. Elles n'étaient, en aucun cas, autorisées à appliquer la politique allemande, notamment quant aux ordres contraires à la convention de Genève. Les gouverneurs, secrétaires généraux, fonctionnaires, magistrats et responsables des milieux d'affaires qui se refusèrent à appliquer les ordres des Allemands furent démis par les Allemands et, pour certains, arrêtés et même abattus comme le bâtonnier Braffort ou le gouverneur de la Société générale, Alexandre Galopin. À partir de 1941, l'occupant place toutefois des relais collaborationnistes au sein du Comité des secrétaires-généraux ou à des postes-clefs. Gérard Romsée nomme ainsi Emiel Van Coppenolle à la tête de la gendarmerie nationale belge en février 1943. Le rapport mentionne également que concernant la question des rafles et des déportations, la situation rencontrée à Anvers ou à Bruxelles, Liège ou Charleroi était fort différente, la gendarmerie prend ainsi part aux rafles que connut Anvers contrairement à la Wallonie ou à Bruxelles, ou un Jules Coelst refuse d'y voir sa police impliquée. Anvers comptait également de puissants relais antisémites comme la ligue anti-juive, Volksverwering, qui prend part au pogrom d'Anvers, le 14 avril 1941.
Après guerre, environ 400 000 dossiers furent mis à l'instruction pour collaboration dont 56 000 furent effectivement poursuivis. La plupart d'entre eux fut condamné à des peines de prison ou, pour 250 d'entre eux, à la peine de mort.

### Résistance

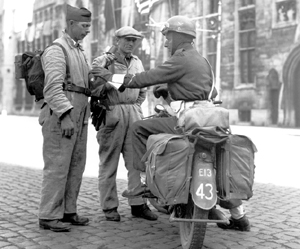
Membres de la résistance belge discutant avec un militaire canadien durant la libération de Bruges (1944).

La résistance face à l'occupant allemand s'est organisée partout dans le royaume, elle émanait de tous les horizons politiques mais elle était largement fragmentée et localisée. Le gouvernement en exil n'avait de contacts qu'avec les principaux d'entre eux comme l'Armée secrète (AS) qui regroupait en son sein des factions aux orientations politiques variées. Certains groupes étaient très clairement identifiés à gauche comme les communistes de l'Armée belge des partisans, mais on retrouve également des mouvements de résistance à droite comme le Mouvement national royaliste ou même fasciste avec la Légion belge qui est plus tard fusionnée dans l'AS. Enfin, certains groupes n'étaient pas clairement connotés par leur appartenance politique comme le Groupe G qui était à l'origine une émanation de l'université libre de Bruxelles.
L'une des activités principales de la résistance était l'organisation de filières d'évasion pour les pilotes alliés et les résistants « brûlés » sur le territoire. De nombreux réseaux, comme le Réseau Comète œuvrèrent à ces exfiltrations via la France et l'Espagne pour rallier ensuite l'Angleterre. Les fugitifs étaient hébergés dans des familles sympathisantes, des vêtements civils, de faux papiers leur étaient fournis avant de les évacuer.

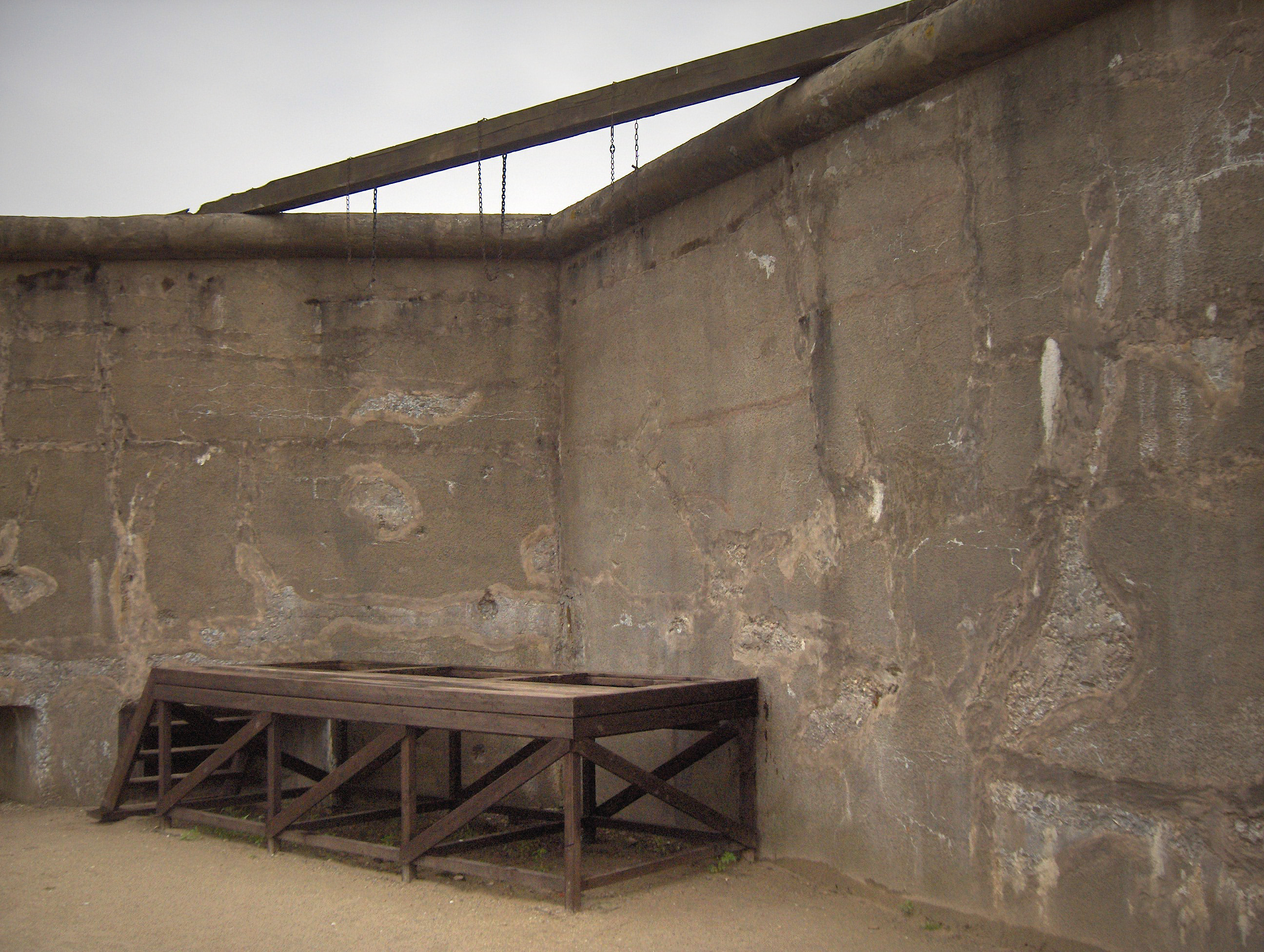
La potence du fort de Breendonk, près de Malines.

Le sabotage était également une activité de la résistance. Il s'agissait de porter un coup à l'économie allemande et à son armée. Les lignes de chemin de fer, les ponts, les lignes à haute tension furent ainsi fréquemment leurs cibles privilégiées. La seule action du Groupe G aurait ainsi coûté 10 millions d'hommes/heure pour réparer les dégâts causés,. Les attaques frontales contre les troupes allemandes furent cependant rares même si d'aucuns affirment que le nombre de soldats ennemis tués par la résistance sur le territoire belge en 1941 était plus élevé que pour l'ensemble du territoire français.
La résistance s'organisa également pour venir en aide aux populations juives comme ce fut le cas lors de l'attaque du vingtième convoi vers Auschwitz en avril 1943 ou au travers de l'action du Comité de défense des Juifs. De nombreux Belges dissimulèrent des Juifs ou des dissidents politiques durant l'occupation.
Il y eut également des actes de résistance passive comme en juin 1941 lorsque le collège des bourgmestres de Bruxelles, sous l'égide de Jules Coelst, refuse de distribuer les étoiles jaunes. Certains hauts dignitaires comme la reine Élisabeth ou le cardinal Joseph-Ernest Van Roey intercédèrent personnellement auprès de l'occupant pour obtenir la libération de Juifs détenus par l'occupant à la caserne Dossin à Malines.
À ce jour, 1 731 Justes parmi les nations sont reconnus par l'Institut Yad Vashem pour avoir, au péril de leur vie, soustrait des Juifs à une mort certaine.
La résistance belge, comme partout ailleurs, connut les affres des délations, des arrestations, de l'infiltration par des agents doubles. Arrêtés, ils connaissaient des conditions de détention effroyables, subissaient la torture pour livrer d'autres noms pour finalement être exécutés ou au mieux être déportés dans des camps d'extermination par le travail.

### La Shoah

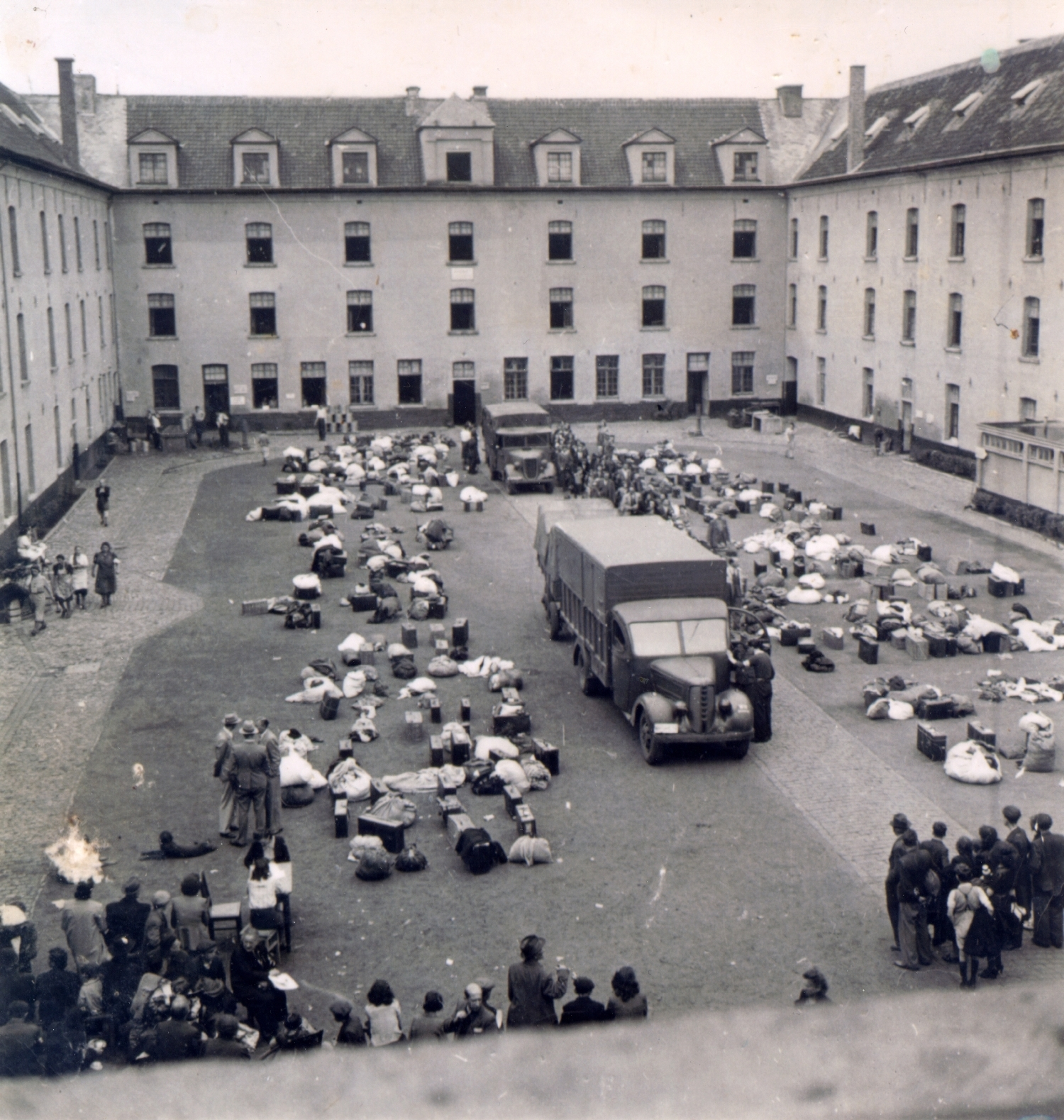
Cour intérieure de la caserne Dossin - été 1942.

Durant l'entre-deux-guerres, la Belgique connait un important afflux de réfugiés juifs fuyant les politiques anti-juives mises en place en Europe et singulièrement en Allemagne. À l'aube du conflit, la communauté juive compte entre 80 000 et 100 000 personnes. Une bonne moitié se retrouve à Anvers, un tiers à Bruxelles et le reste sur Liège et Charleroi, la plupart issue d'une immigration récente. La communauté juive de Belgique représente à cette époque une petite minorité. En 1940, le gouvernement belge est en exil à Londres. Il met en place une haute instance administrative, le Comité des secrétaires-généraux qui est l'interlocuteur principal de la Militärverwaltung mise en place en Belgique et dans le Nord de la France par l'occupant. Les directives sont claires, il ne pourrait être question pour l'administration belge de prendre ses distances par rapport à la seconde conférence de La Haye, de 1907, en se compromettant dans la collaboration visant par exemple à aider l'occupant dans la mise en œuvre de ses ordonnances anti-juives.
Début 1941, les Allemands remanient l'administration belge et placent à certains postes-clefs des individus proches des thèses nazies issus du mouvement Rex ou du VNV. Gérard Romsée se voit ainsi confier le ministère de l'intérieur. Lui-même favorisera la nomination de bourgmestres pro-nazis, placera à la tête de la police un Emiel Van Coppenolle tout dévoué à l'occupant. Le gouvernement en exil le dénonce mais aucune directive claire ou désaveu du Comité des secrétaires-généraux ne voit le jour. Si bien qu'en 1942, l'administration belge n'est plus en mesure de refuser d'appliquer les directives percolant depuis la Militärverwaltung. Parallèlement, en novembre 1941, l'occupant met en place l'Association des Juifs en Belgique (AJB), sorte de Judenrat, et lui impose, entre autres choses, de constituer des registres reprenant des listes familiales de l'ensemble des Juifs résidant sur le territoire. L'affiliation était payante et obligatoire. C'est également l'AJB qui envoie les 12 000 convocations pour le « travail obligatoire » (en réalité, la déportation à Auschwitz). Lorsque le nombre de personnes se présentant spontanément au camp de rassemblement de Malines diminua drastiquement, ils envoyèrent également des courriers de menace qui expliquaient les conséquences fâcheuses d'une non-présentation. Le 29 août 1942, l'un des directeurs de l'AJB, Robert Holzinger, est tué par balle en rue et le bureau de l'AJB est incendié par la résistance juive. L'attentat fut revendiqué par le « Drapeau rouge » en ces termes : « Le chef de l'Association juive qui n'avait pas hésité à coopérer avec l'occupant pour martyriser ses concitoyens juifs a payé sa trahison. Un bras vengeur l'a abattu en rue. ». En septembre 1942, certains membres de l'AJB prennent leurs distances avec celle-ci et participent à la fondation d'un organe clandestin de résistance : le Comité de défense des Juifs (CDJ). Ce comité œuvra pour aider les Juifs à prendre le parti de la clandestinité, à ne pas répondre aux demandes allemandes et participa au sauvetage de milliers d'enfants en les plaçant dans des familles d'accueil ou des institutions d'hébergement. Pour remplir cette mission, Le CDJ disposait de l'appui de l'Œuvre nationale de l'enfance et d'un important réseau catholique. En avril 1943, trois résistants proches du CDJ et du Groupe G attaquent le Convoi n° 20 du 19 avril 1943. Le CDJ est également à l'origine de la mission confiée à Victor Martin qui se rendit à Auschwitz sous couvert d'un voyage d'étude et revint en mai 1943 avec des informations sans ambiguïté quant au sort réservé aux Convois de la déportation des Juifs de Belgique.
Durant les trois premiers mois de la déportation, 17 000 Juifs furent déportés, d'abord en se présentant spontanément à la caserne. Lorsqu'ils cessèrent de le faire sur les conseils de la résistance juive (notamment du Comité de défense des Juifs), les Allemands organisèrent alors des rafles à Anvers, à Bruxelles. Plus de 25 000 Juifs résidant sur le territoire furent déportés vers Auschwitz au départ de la Caserne Dossin, seul un millier d'entre eux échappèrent à la mort.

## Gouvernement et Armée belges en exil

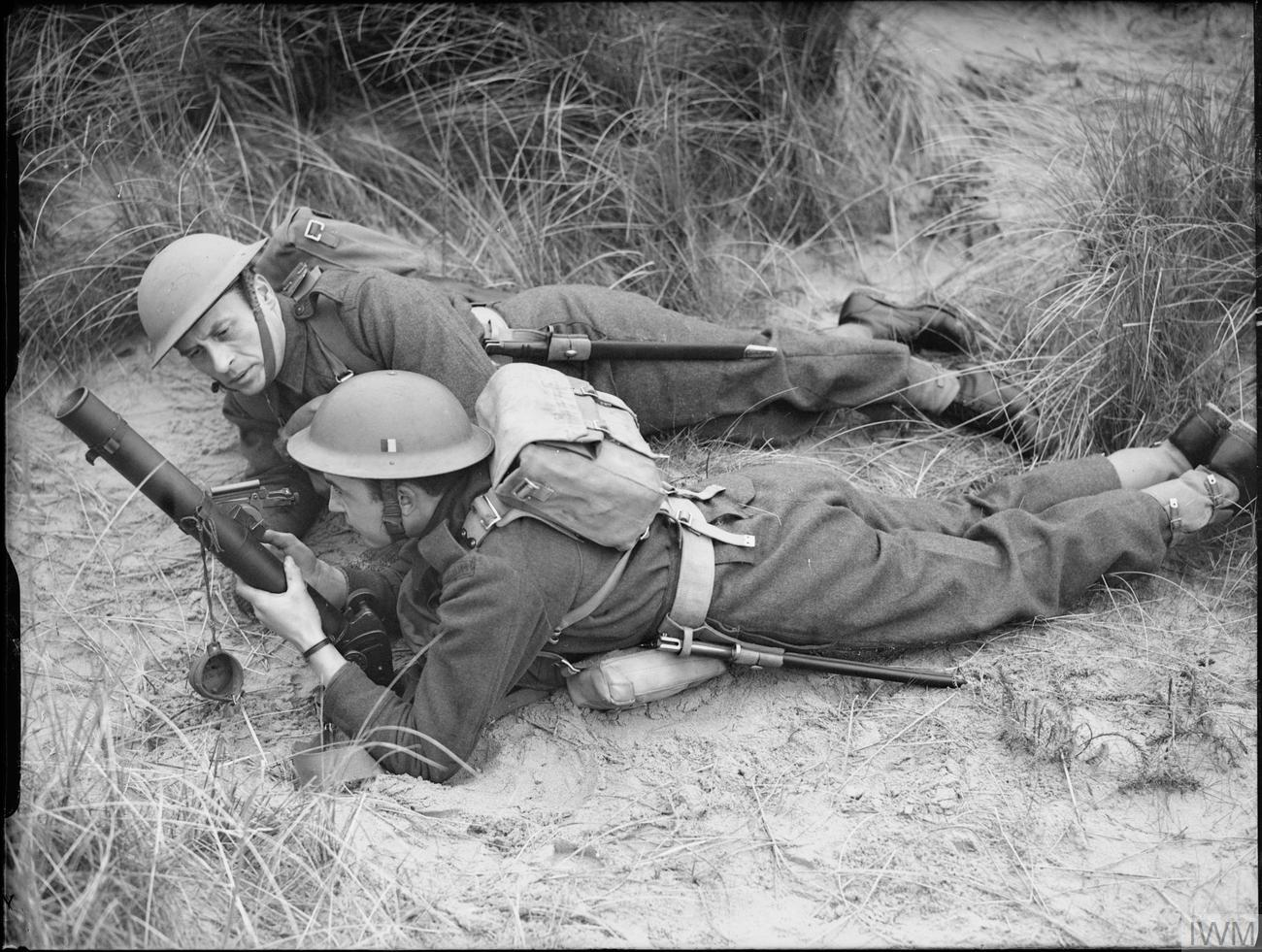
Soldats belges des forces libres servant un mortier 2-inch durant un exercice au Pays de Galles en 1941.

Après la défaite de 1940, un nombre significatif de soldats belges et de civils s'échappèrent en Angleterre où ils formèrent les Forces belges libres. Le gouvernement belge en exil, d'unité nationale, regroupait des ministres issus des partis catholique, socialiste, libéral sous la direction d'Hubert Pierlot qui avaient fui en Grande-Bretagne, comme les gouvernements des Pays-Bas et du Luxembourg, où ils restèrent jusqu'à la libération de la Belgique en septembre 1944. Toutefois, en automne 1940, le gouvernement belge en exil ne comptait que quatre membres. Albert De Vleeschauwer arriva à Londres le 4 juillet et Camille Gutt le 8 août, tandis qu'Hubert Pierlot et Paul-Henri Spaak arrivèrent à Londres seulement le 22 octobre après un intermède à Vichy en juillet et à la fin d'un long périple à travers la France, l'Espagne et le Portugal. Le gouvernement belge en exil assumait être l'unique autorité susceptible de représenter et de parler au nom de toute la Belgique. Le ministre des Affaires étrangères, Paul-Henri Spaak déclara : « Tout ce qui reste de la Belgique légale et libre, tout ce qui est habilité à parler en son nom, est à Londres. ».
Le 14 janvier 1941, Victor de Laveleye, homme politique libéral qui devient dès 1940 l'animateur attitré de Radio Belgique qui émet depuis Londres demande à tous les Belges de choisir la lettre V comme signe de ralliement « Parce que V, c'est la première lettre de Victoire en français et de Vrijheid (liberté) en flamand, comme Wallons et Flamands marchent en ce moment-là main dans la main, deux choses qui sont la conséquence l'une de l'autre, la Victoire qui vous rendra la Liberté… ». C'est le début de la campagne des V, popularisée par Winston Churchill, qui voit apparaître des « V » graffités sur les murs de Belgique puis dans toute l'Europe. Le 26 septembre 44, il fait partie du gouvernement Pierlot V en tant que ministre de l'Instruction publique,.

Sur les ondes de la Radio française, Hubert Pierlot appelle à la constitution d'une armée en exil pour continuer la lutte:

« Belges,

Passant outre à l'avis formel du gouvernement, le Roi vient d'ouvrir des négociations et de traiter avec l'ennemi. La Belgique sera frappée de stupeur, mais la faute d'un homme ne peut être imputée à la Nation entière. Notre armée n'a pas mérité le sort qui lui est fait. L'acte que nous déplorons est sans valeur légale et n'engage pas le pays. Aux termes de la Constitution que le Roi a juré d'observer, tous les pouvoirs émanent de la Nation ; ils sont exercés de la manière prévue par la Constitution. Aucun acte du Roi ne peut avoir d'effet s'il n'est contresigné par un ministre. Ce principe est absolu. Il est une règle fondamentale de nos institutions. Le Roi, rompant le lien qui l'unissait à son peuple, s'est placé sous le pouvoir de l'envahisseur. Dès lors, il n'est plus en situation de gouverner, car de toute évidence la fonction de chef d’État ne peut être exercée sous contrôle étranger. Les officiers et fonctionnaires sont déliés du devoir d'obéissance auquel les obligeait leur serment de fidélité.
D'autre part la Constitution belge organise la continuité du pouvoir. Ses dispositions visent notamment le cas présent, où le Roi se trouve dans l'impossibilité de régner. Dans ce cas, il y a lieu à la réunion des Chambres. Dans l'intervalle, les pouvoirs constitutionnels du Roi sont exercés, au nom du peuple belge, par les ministres réunis en Conseil et sous leur responsabilité. C'est à ce principe qu'entend se rapporter le Gouvernement actuel, le seul régulièrement constitué et investi de la confiance des Chambres qui ont approuvé sa volonté de défendre jusqu'au bout et en communauté avec les Alliés, l'indépendance de la Belgique, et l'intégrité du territoire contre la plus odieuse agression. Le Gouvernement ne faillira pas à ce devoir. Réuni à Paris, d'accord avec les présidents des Assemblées législatives et avec les ministres d’État qui ont pu être consultés, le Gouvernement, sûr d'être l'interprète de la volonté nationale, est résolu à continuer la lutte pour la délivrance du pays. Avec la courageuse jeunesse qui avait répondu à l'appel du Gouvernement, réunie aux éléments militaires belges qui se trouvent en France et en Grande-Bretagne, une nouvelle armée va être levée et organisée. Elle entrera en ligne à côté de celle des Alliés. Les Belges non appelables au service de l'armée, seront, selon leurs aptitudes, affectés à des travaux de mobilisation civile ou à la fabrication de matériel de guerre. Ainsi toutes les forces dont nous disposons seront mises au service d'une cause qui est devenue la nôtre depuis l'agression allemande. Dès aujourd'hui, les mesures nécessaires seront prises en vue d'une exécution aussi rapide que possible de ces résolutions. Il importe d'affirmer immédiatement et d'une manière tangible la solidarité qui continue à nous unir aux puissances qui nous ont apporté leur appui conformément à leurs engagements.
Belges, nous vivons la plus douloureuse épreuve de notre histoire. L'heure est venue de nous souvenir des leçons de vaillance et d'honneur données par ceux qui combattirent de 1914 à 1918. Quoi qu'il arrive, nous resterons dignes d'eux. Hubert Pierlot, diffusé à la Radio française, 28 mai 1940,. »

Le 20 décembre 1941 le ministre Spaak déclarait : « Signataire du Traité de Washington du 6 février 1922 et soucieux d’affirmer sa complète solidarité avec les États-Unis aux côtés desquels la Belgique lutte contre l’agression, le Gouvernement belge déclare que l’état de guerre existe entre le Belgique et le Japon ».

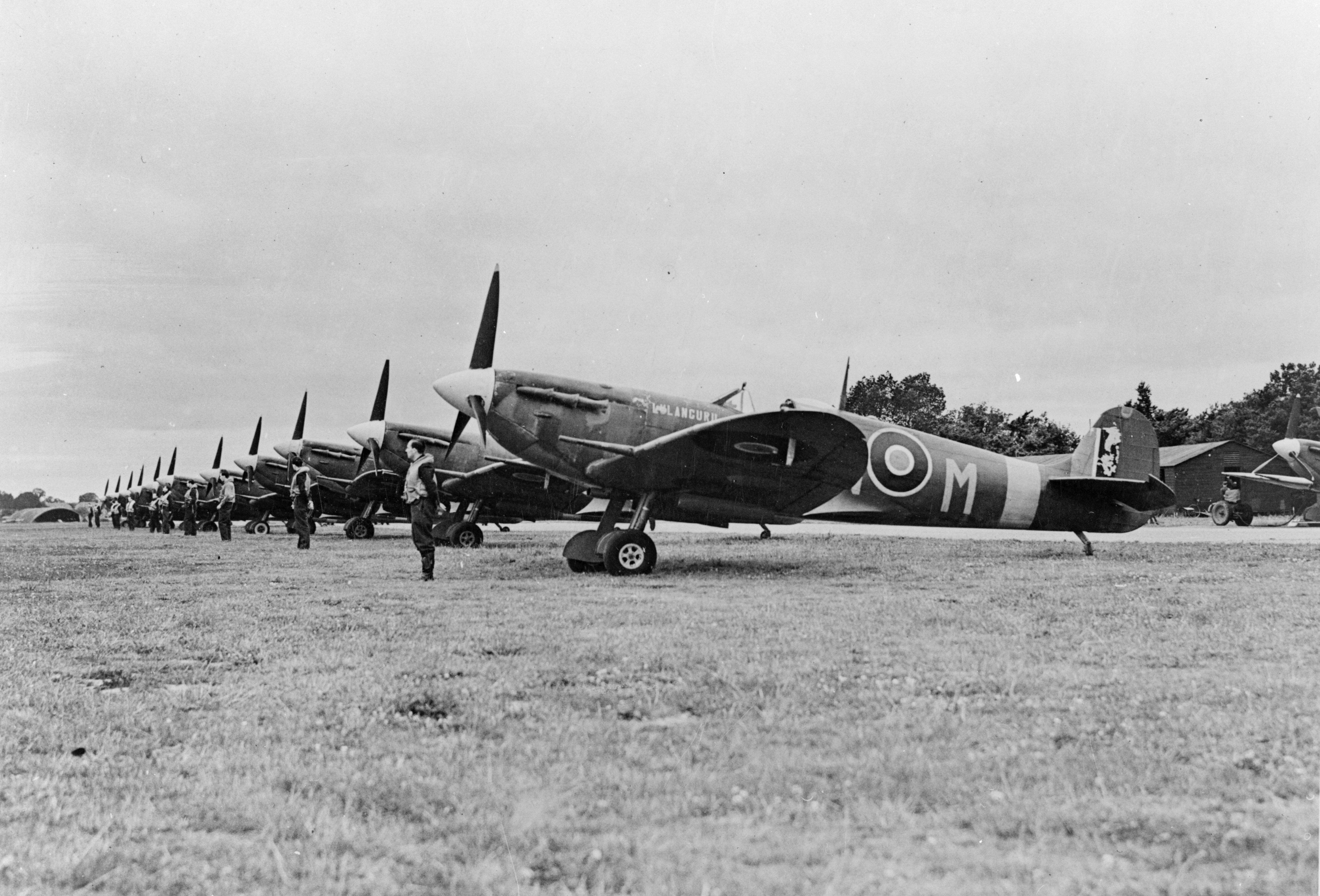
Spitfires de la belge basée à RAF Kenley en Angleterre, 1942.

En 1944, les Forces belges libres au Royaume-Uni comptaient environ 8 000 hommes. Les soldats belges formèrent la Brigade Piron (1st Belgian Infantry Brigade en anglais) (qui incluait également une unité d'artilleurs luxembourgeois) ainsi baptisée d'après le nom de son commandant : Jean-Baptiste Piron. La brigade Piron prend part au débarquement de Normandie et combat en France et aux Pays-Bas jusqu'à la libération.
Les Belges servirent également dans différentes unités des forces spéciales britanniques formant une troupe du Commando No 10 inter-alliés fondé en 1942 et qui prit part à la campagne d'Italie et à l'Operation Infatuate (en). Enfin, le 5e régiment de SAS était exclusivement constitué de soldats belges et fut la première unité à prendre pied sur le territoire belge en septembre 1944.
En plus de ces unités belges combattantes, de nombreux Belges s'étaient enrôlés dans des unités alliées. On retrouvait ainsi 400 pilotes belges au service de la Royal Air Force qui comportait deux escadrilles strictement composées de Belges : les 349e et 350e escadrilles qui servaient sur le théâtre européen. Au total, environ 1 200 Belges servirent principalement dans des unités britanniques au sein de la RAF ou de l'escadrille n°320 (en) de la RAF (Free Dutch).
Les Belges opérèrent également en mer sur deux corvettes et des dragueurs de mines qui prirent part à la bataille de l'Atlantique. En 1943, 350 Belges servaient ces différents vaisseaux.

## Congo belge

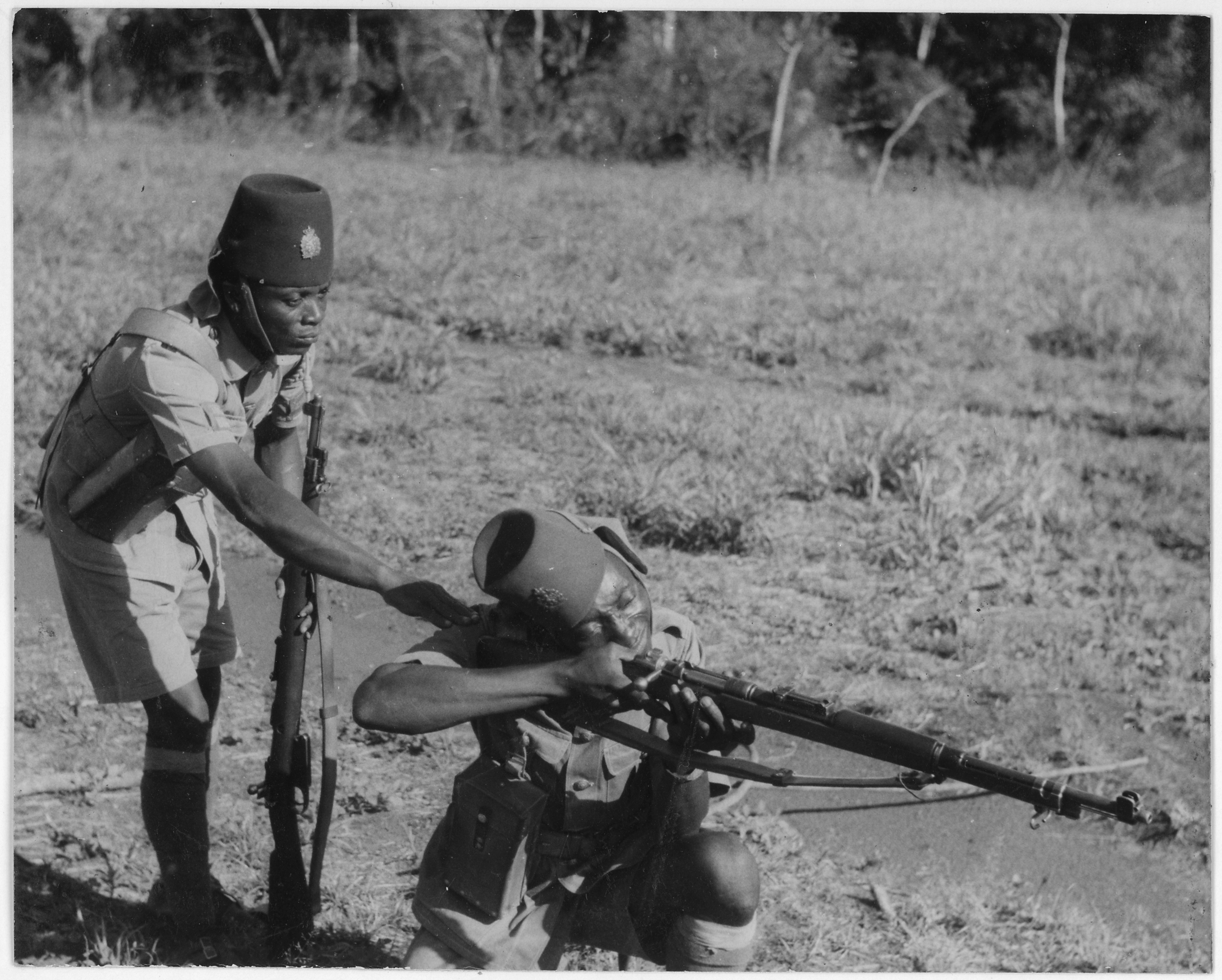
Soldats belgo-congolais de la Force publique, 1943.

Malgré l'occupation de la Belgique, le Congo belge resta loyal au gouvernement belge en exil et fut mis à la disposition des Alliés contribuant par là de manière significative à l'effort de guerre allié.
Les soldats congolais de la Force publique ont pris part aux combats contre les Italiens durant la campagne d'Afrique de l'Est et contribuèrent largement à chasser les Italiens d'Abyssinie où ils perdront 500 hommes. 13 000 hommes servirent sous commandement britannique au Nigeria. Au total, la force publique comportait environ 40 000 hommes et connaissait une stricte ségrégation qui empêchait aux Noirs d'accéder au statut d'officier et, tout au long de la guerre, ils restèrent des subalternes aux mains des Blancs.
À deux reprises, en 1941 et 1944, la région connut des heurts majeurs à la suite de l'extrême pression mise sur les travailleurs par les autorités coloniales. La garnison de la Force publique casernée à Luluabourg se mutina en 1944. Les militaires réprimèrent cette révolte, souvent de manière violente.
Le Congo était également d'une importance vitale pour les alliés sur un plan strictement économique. L'or du Congo contribua ainsi pour 28 500 000 dollars à l'effort de guerre allié. Ses exportations de cuivre et d'uranium seront déterminantes. La plupart de l'uranium utilisé par les Américains pour le Projet Manhattan y compris celui utilisé pour les bombardements atomiques d'Hiroshima et Nagasaki fut fourni par l'entreprise belge Union minière du Haut Katanga du Congo belge.

## Libération

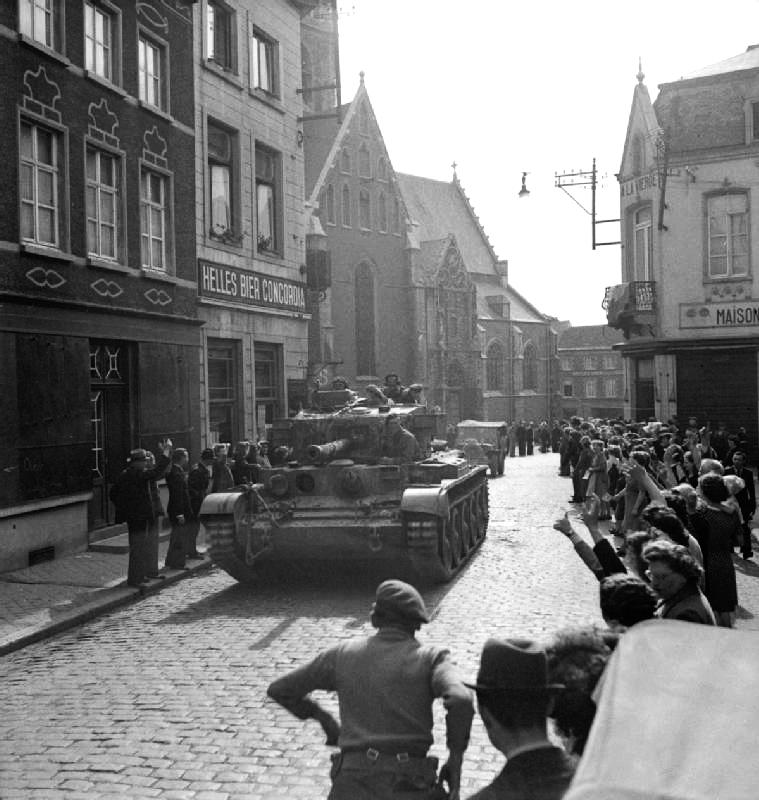
Les chars Cromwell des Welsh Guards libèrent Bruxelles, le 3 septembre 1944.

La libération de la Belgique par les forces alliées débuta en septembre 1944 lorsque les armées britanniques, canadiennes et américaines ainsi que la brigade Piron pénétrèrent sur son territoire. Le 3 septembre 1944, les Welsh Guards libérèrent Bruxelles. Dans leur débâcle, les Allemands mettent le feu au palais de Justice de Bruxelles. Juste après sa libération, les habitants du quartier des Marolles organisèrent une parodie d'enterrement d'Hitler.
Les soldats britanniques de la 2e armée libérèrent Anvers avec l'aide de la résistance. Les infrastructures portuaires, utiles à la cause alliée purent ainsi être préservées,. Les autres ports de cette ampleur du Nord de l'Europe étaient soit détruits, soit aux mains des Allemands. La bataille de l'Escaut, en octobre 1944 se déroula surtout sur le sol flamand et avait pour objectif de prendre le contrôle de l'estuaire de l'Escaut pour permettre aux navires alliés de regagner le port d'Anvers en toute sécurité.
Le 20 septembre 1944, le gouvernement Pierlot IV constate que Léopold III, emmené en captivité en Allemagne en juin 1944, est dans l'impossibilité de régner et nomme régent son frère, Charles de Belgique. En février 1945, Achille van Acker remplace Hubert Pierlot au poste de premier ministre.
Craignant des troubles, la résistance est désarmée et nombre de ses membres sont enrôlés au sein de 57 bataillons de fusiliers (en) de l'armée régulière. Ces bataillons combattirent dans plusieurs batailles sur le front occidental. Lors de la capitulation allemande, en mai 1945, 100 000 Belges se battaient aux côtés des armées alliées.
Le général Courtney Hodges, de la 1re armée des États-Unis, libéra la région Sud de Bruxelles puis Maastricht début septembre 1944. Tandis que deux corps de la première armée étaient concentrés ailleurs, le 8e corps tint une longue ligne de défense allant du Sud de Liège, au travers des Ardennes belges et jusqu'au Luxembourg. Ce long étirement signifiait toutefois que les défenses n'étaient pas robustes et rendait le front vulnérable.

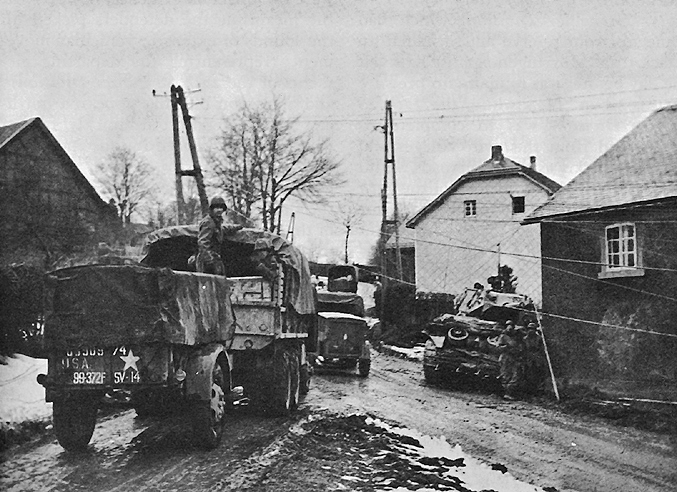
Soldats américains de la 99th Infantry Division entrant dans le village belge de Wirtzfeld, fin 1944.

Après quelques mois de calme relatif en Belgique, le 16 décembre 1944, les Allemands lancèrent l'Offensive des Ardennes jetant un quart de million de soldats dans la bataille. La reprise d'Anvers était l'objectif final de l'assaut mais l'avancée ennemie fut contenue sur la Meuse, à Celles près de Dinant. Cette attaque est finalement repoussée par les troupes américaines, britanniques et belges après six semaines d'âpres combats dans des conditions hivernales sévères. De nombreux civils souffrirent durant cette offensive et virent leur village réduit à l'état de ruine. Les Allemands passèrent par les armes de nombreux civils. 90 % du village de La Roche-en-Ardenne furent détruits durant les combats.
Durant les six premiers mois de la libération, la population belge fut la cible des missiles V2. 2 342 s'abattirent dans la seule région d'Anvers au total, dont l'un tua à lui seul 567 personnes qui assistaient à une projection dans le cinéma Rex de la ville. Après-guerre, un rapport du SHAEF chiffra à 26 000 (5 000 tués et 21 000 blessés) le nombre total de victimes de cette campagne de bombardements dans tout le pays (les provinces d'Anvers et de Liège ayant été les plus touchées).
La période qui suivit la libération fut également celle de l'épuration et des répressions par lesquelles la population souhaitait faire payer aux collabos leur traîtrise. Le pays connut alors des exécutions sommaires, des lynchages publics. Les femmes ayant couché avec l'ennemi furent tondues sur la place publique. 400 000 dossiers d'instruction furent ouverts et amenèrent 56 000 Belges suspectés de collaboration devant les tribunaux. Près de 250 collaborateurs du Nazisme furent exécutés. Léon Degrelle, malgré sa condamnation à mort, parvient à s'échapper en Espagne franquiste où il reste jusqu'à sa mort en 1994.

## Héritage et conséquences

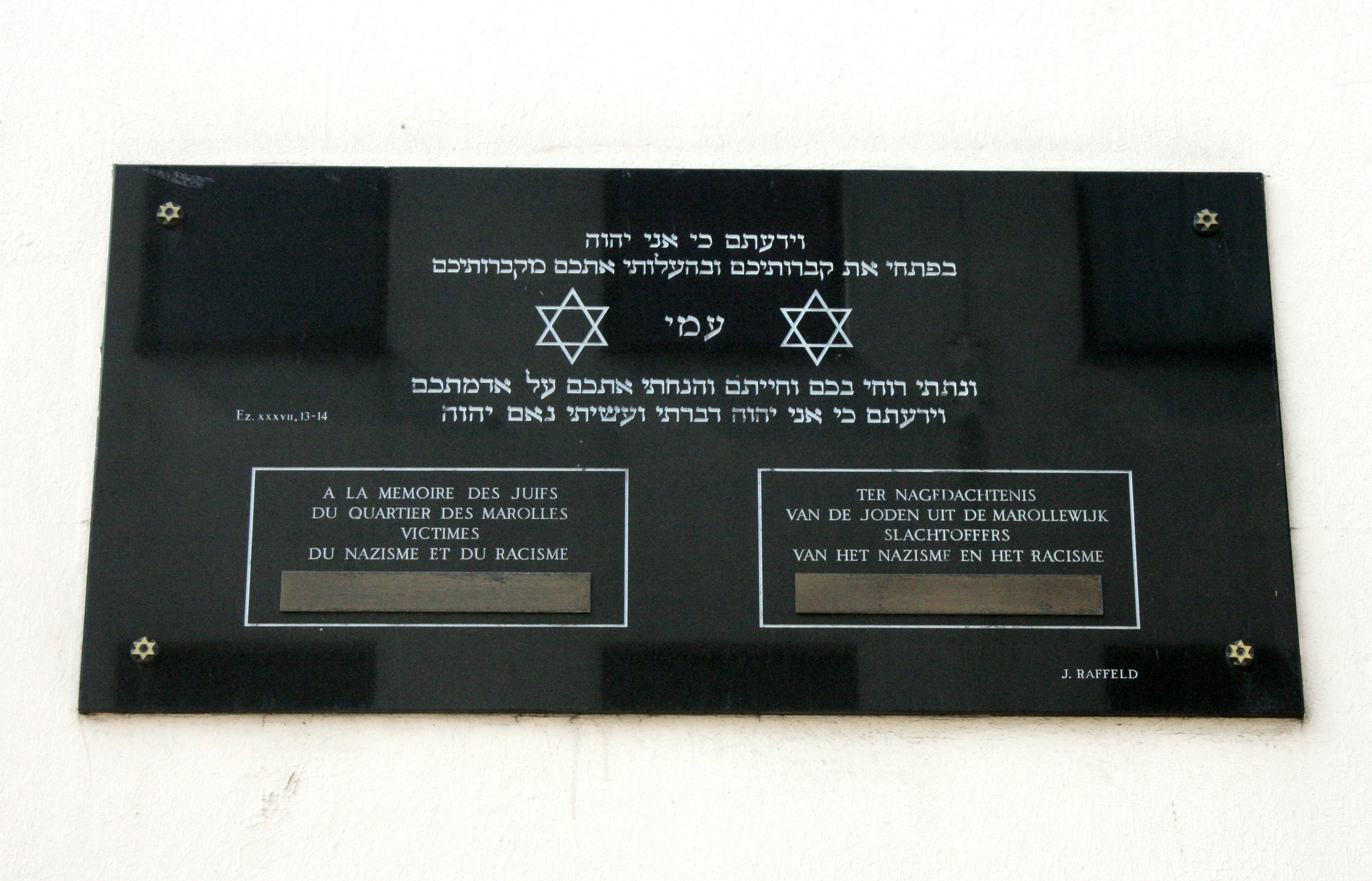
Plaque commémorative pour les victimes de la Shoah en Belgique dans le quartier des Marolles à Bruxelles.

Après l'expérience de la Seconde Guerre mondiale, la Belgique renonça définitivement à sa politique de neutralité en Europe et œuvra à son intégration militaire, politique et économique. En 1949, la Belgique rejoignit l'Organisation du traité de l'Atlantique nord et déploya ainsi ses troupes aux côtés des alliés durant la guerre de Corée en 1950. La Belgique tint également un rôle clef dans la mise sur pied de la Communauté européenne de défense. Elle prit part à l'occupation de l'Allemagne de l'Ouest en y administrant un secteur près de Cologne. Ses troupes y demeurèrent casernées jusqu'à leur retrait définitif en 2002.
Sur le plan économique, la Belgique rejoignit le Benelux en 1948 et fut l'un des membres fondateurs de la Communauté européenne du charbon et de l'acier en 1952. De 1944 à 1960, la Belgique connut un important essor économique surnommé le « miracle belge » et dû en partie du moins au plan Marshall.
La Question royale quant au retour sur le trône de Léopold III de Belgique fut à l'origine d'une crise politique sans précédent en Belgique cristallisant les positionnements de la population qui était pour les catholiques conservateurs du Nord du pays plutôt favorables à son retour et les socialistes souvent plus réfractaires. Des provinces hostiles au retour du Roi : le Hainaut, Liège, Anvers et le Limbourg sont celles qui ont été marquées par le monde ouvrier ; à l'opposé, le Brabant, la Flandre Occidentale, Orientale, le Namurois et la province de Luxembourg ont voté pour le retour du Roi. Après une grève générale et une consultation populaire indécise, le roi abdiqua en faveur de son fils, Baudouin en 1950.
Dans les décennies d'après-guerre, de nombreux mémoriaux furent édifiés à la mémoire de ceux qui furent tués au combat où qui ne revinrent pas de captivité. De nombreux monuments et rues sont dédiés à des politiciens ou des militaires qui se sont illustrés durant la Seconde Guerre mondiale comme Franklin Delano Roosevelt et Bernard Montgomery. La multitude de cimetières américains et britanniques sur le territoire belge en rend le souvenir également très vivace surtout dans la région de Bastogne qui reste associée à la bataille des Ardennes.
Comme dans d'autres pays, de nombreuses associations patriotiques virent le jour. De nombreux vétérans d'autres pays accomplissent régulièrement un pèlerinage sur les terres où tant de sang fut versé. De nombreux musées comme le Musée royal de l'armée et de l'histoire militaire ont également pour but d'informer le public, et les plus jeunes d'entre eux, de ce que fut la Seconde Guerre mondiale en Belgique.
La Shoah est également commémorée en Belgique par des monuments et des musées. Le fort de Breendonk est ainsi transformé en musée ouvert au public depuis 1947. La caserne Dossin à Malines accueille désormais le Musée juif de la Déportation et de la Résistance et, depuis 2012, le nouveau Mémorial, musée et centre de documentation sur l'Holocauste et les droits de l'Homme. La Belgique a d'ailleurs modifié sa législation, rendant punissable le négationnisme.
La participation des Congolais du Congo belge fut cependant largement oubliée après l'indépendance de 1960 et les décennies d'après guerre. Ces dernières années toutefois, au travers d'expositions, leur participation a été mise en lumière auprès d'un plus large public,.